# ホーム・スイート・ホーム・アローン
『ホーム・スイート・ホーム・アローン』（原題：Home Sweet Home Alone）は、2021年のアメリカ合衆国のコメディ映画。脚本はマイキー・デイとストリーター・サイデル、監督はダン・メイザー、出演はエリー・ケンパー、ロブ・ディレイニー、アーチー・イェーツなど。
本作は、『ホーム・アローン』シリーズの第6作目にあたる。このプロジェクトは、20世紀スタジオがDisney+オリジナル作品として制作しており、20世紀スタジオの作品としては初の試みとなる。ウォルト・ディズニー・カンパニーが21世紀フォックスを買収し、『ホーム・アローン』シリーズの映画化権を継承したことで発表された。

## ストーリー
本作では、休日に一人で家に残されたマックス・マーサーのもとに、盗まれた高価な家宝を夫婦が取り戻しにやってくる。

## キャスト
括弧内は日本語吹替。
- マックス・マーサー - アーチー・イェーツ（阿部カノン）
  - 東京旅行に行った家族から、うっかり家に置いてけぼりにされてしまった少年。
- パム - エリー・ケンパー（魏涼子）
  - 高価な家宝を盗むため、マックスの家に侵入しようとする犯罪者。ジェフの妻。
- ジェフ - ロブ・ディレイニー（黒澤剛史）
  - マックスの家に侵入しようとする犯罪者。パムの夫。
- キャロル・マーサー - アシュリング・ビー（英語版）（斎藤恵理）
  - マックスの母親。
- ギャヴィン - キーナン・トンプソン（かぬか光明）
- メイ - アリー・マキ（英語版）（櫻庭有紗）
- ブレイク - ピート・ホームズ（英語版）
  - マックスのおじ。
- スチュおじさん - クリス・パーネル（英語版）（山岸治雄）
  - マックスのおじ。
- ハンター - ティモシー・シモンズ（英語版）（赤坂柾之）
- マイク - アンディ・デイリー（英語版）
- 司祭 - マイキー・デイ（英語版）

また、デヴィン・ラトレイ（蓮岳大）が前2作でのバズ・マカリスター役でカメオ出演する。

## 製作
2019年8月6日、ディズニーのCEOであるボブ・アイガー氏は、『ホーム・アローン』が企画段階であり、同社のストリーミングサービス「Disney+」でプレミア上映することを発表した。同年10月までにダン・メイザーが監督交渉に入り、マイキー・デイとストリーター・サイデルが共同で脚本を執筆した。プロデューサーは、ハッチ・パーカーとダン・ウィルソンが務める。
2019年12月、アーチー・イェーツ、ロブ・ディレイニー、エリー・ケンパーが出演者として発表された。2020年7月、アリー・マキ、キーナン・トンプソン、クリス・パーネル、アシュリング・ビー、ピート・ホームズ、ティモシー・シモンズ、マイキー・デイがキャスティングされたことが報じられた。2020年4月、前2作でケビン・マカリスターを演じたマコーレー・カルキンが、新作にカメオ出演して再登場することが報じられた。2021年8月には、前2作でバズ・マカリスターを演じたデヴィン・ラトレイも出演することが発表された。
2020年2月、カナダで主要撮影が始まった。同年3月、COVID-19のパンデミックと世界的な業界の規制により、撮影が中断された。2020年11月、ディズニーは、コロナウイルスによって延期されていたすべての作品が撮影を再開し、作品によっては主要撮影が完了されたことを発表した。
2021年10月12日、予告編が公開された。翌日、カメオ出演が噂されていたマコーレー・カルキンがTwitterにて、自身は出演していないことを明かした。

## 公開
2021年11月12日にDisney+で独占配信された。